# Laelia angulifera
Laelia angulifera är en fjärilsart som beskrevs av Walker 1855. Laelia angulifera ingår i släktet Laelia och familjen tofsspinnare. Inga underarter finns listade i Catalogue of Life.